# Martina Ritter
Martina Ritter (nascida em 23 de setembro de 1982 a Linz) é uma ciclista austríaca. É múltiplo campeã da Áustria em estrada.

## Biografia
Após ter tido uma juventude desportiva, dedicasse ao desporto à idade de 15 anos para não retomar até 2004. Estuda a economia e a pedagogia da economia. Começa no ciclismo em 2006. Em 2007, participa num evento de montanha ciclista e acaba terceiro. Continua nos anos que seguem a tomar a saída de numeroso outros acontecimentos deste tipo. Está seleccionada pela primeira vez em equipa nacional em 2011. Grava os seus primeiros resultados significativos ao nível profissional em 2012 e continua o seu progresso. Torna-se profissional nas fileiras da equipa BTC City Liubliana em 2014
Trabalha como banqueira para perto da sua atividade de corredora profissional. Está federada no clube União Bad Leonfelden.

## Palmarés em estrada

### Por anos
- 2012
  - 2.º do campeonato da Áustria em estrada
  - 2.º do campeonato da Áustria da contrarrelógio
  - 2.º do Memorial Davide Fardelli
  - 3.º da Tour de Feminin - O cenu Ceskeho Svycarska
- 2013
  -  Campeã da Áustria da contrarrelógio
  - 2.º do campeonato da Áustria em estrada
  - 2.º do campeonato da Áustria do critérium
  - 3.º da Tour de Feminin - O cenu Ceskeho Svycarska
- 2014
  -  Campeã da Áustria da contrarrelógio
  - Nagrade Liubliana (contrarrelógio)
  - 2.º dos Auensteiner-Radsporttage
  - 3.º do campeonato da Áustria em estrada
- 2015
  -  Campeã da Áustria em estrada
  -  Campeã da Áustria da contrarrelógio
- 2016
  -  Campeã da Áustria da contrarrelógio
  - 2.º do campeonato da Áustria em estrada
- 2017
  -  Campeã da Áustria em estrada
  -  Campeã da Áustria da contrarrelógio
  - 4. ª etapa do Gracia Orlova
  - 5.º do Campeonato Europeu da contrarrelógio
- 2018
  -  Campeã da Áustria da contrarrelógio

### Classificações mundiais
| Ano               | 2012  | 2013  | 2014 | 2015 | 2016  | 2017  | 2018  |
| Classificação UCI | 103.º | 112.º | 66.º | 79.º | 128.º | 101.º | 249.º |